# 永井美之
永井美之（日语：／ Nagai Yoshiyuki */?，1939年8月18日—2020年1月20日），男，日本病毒学家。医学博士。名古屋大学、东京大学名誉教授。

## 生平
岐阜縣土岐市出身。1965年毕业于名古屋大学医学部。1970年修完博士课程，留校任教。1973年获医学博士学位。1974年在德国吉森大学病毒研究所开展博士后研究。1979年晋升名古屋大学助教授，1984年晋升教授。1993年至1998年，任东京大学医科学研究所病毒感染研究部教授。1998年后，历任国立感染症研究所艾滋病研究中心主任、富山县卫生研究所所长、理化学研究所感染症研究网络支援中心主任等职。2004年至2006年，担任日本病毒学会理事长。2009年，成为东京大学名誉教授。2020年1月20日去世。

## 荣誉
- 1994年 - 第38届野口英世纪念医学奖
- 1995年 - 第48届中日文化奖[2]
- 2000年 - 2000年度武田医学奖[3]
- 2001年 - 紫綬褒章[4]
- 2001年 - 土岐市功劳章
- 2008年 - 第98届日本学士院奖[4]
- 2016年 - 瑞宝中綬章[5]